# Polska Liga Koszykówki
La Liga polaca de baloncesto, en polaco: Polska Liga Koszykówki (PLK), actualmente y por motivos de patrocinio, denominada  Energa Basket Liga es la máxima competición de baloncesto de Polonia. Compiten actualmente 17 equipos y se clasifican los 8 primeros para Play-Offs.
La liga se creó en 1928 pero fue a partir de 1995 cuando fue profesional. El WKS Śląsk Wrocław es el club con más títulos, con 17.

## Nombres
- 1999 – 2001: Lech Basket Liga (LBL)
- 2003 – 2005: Era Basket Liga (EBL)
- 2005 – 2008: Dominet Basket Liga (DBL)
- 2009 – 2016: Tauron Basket Liga (TBL)
- 2016 – 2018: Polska Liga Koszykówki (PLK)
- 2018 – presente: Energa Basket Liga

## Equipos 2021-2022
| Equipo                               | Ciudad              | Pabellón            | Capacidad |
| ------------------------------------ | ------------------- | ------------------- | --------- |
| Anwil Włocławek                      | Włocławek           | Hala Mistrzów       | 4200      |
| Asseco Arka Gdynia                   | Gdynia              | Gdynia Sports Arena | 5500      |
| BM Slam Stal Ostrów Wielkopolski     | Ostrów Wielkopolski | Hala Sportowa Stal  | 1200      |
| Enea Astoria                         | Bydgoszcz           | Artego Arena        | 1470      |
| Grupa Sierleccy Czarni Słupsk        | Slupsk              | Hala Gryfia         | 2500      |
| GTK Gliwice                          | Gliwice             | Gliwice Arena       | 13 752    |
| HydroTruck Radom                     | Radom               | ZSE Radom           | 1200      |
| Legia Warsaw                         | Varsovia            | OSiR Bemowo         | 1000      |
| MKS Dąbrowa Górnicza                 | Dąbrowa Górnicza    | Centrum Hall        | 2944      |
| Polski Cukier Pszczółka Start Lublin | Lublin              | Hala Globus         | 5000      |
| Śląsk Wrocław                        | Breslavia           | Hala Orbita         | 3000      |
| Spójnia Stargard                     | Stargard            | Hala Miejska        | 2500      |
| Trefl Sopot                          | Sopot               | Ergo Arena          | 15 000    |
| Twarde Pierniki Toruń                | Toruń               | Arena Toruń         | 6248      |
| Wilki Morskie Szczecin               | Szczecin            | Azoty Arena         | 7403      |
| Zastal Zielona Góra                  | Zielona Góra        | CRS Hall            | 6080      |

## Historial
| - 1928: Czarna Trzynastka Poznań - 1929: Cracovia Kraków - 1930: AZS Poznań - 1931: AZS Poznań - 1932: AZS Poznań - 1933: YMCA Kraków - 1934: YMCA Kraków - 1935-36: KPW Poznań - 1937: AZS Poznań - 1938: Cracovia Kraków - 1939: KPW Poznań - 1940-45: no es disputada - 1946: KKS Poznań - 1947: AZS Warszawa - 1948: YMCA Łódź - 1949: ZZK Poznań - 1950: Spójnia Łódź - 1951: Kolejarz Poznań - 1952: Spójnia Łódź - 1953: Włókniarz Łódź | - 1954: Gwardia Kraków - 1955: Kolejarz Poznań - 1956: CWKS Warszawa - 1957: Legia Warszawa - 1958: Lech Poznań - 1959: Polonia Warszawa - 1960: Legia Warszawa - 1961: Legia Warszawa - 1962: Wisła Kraków - 1963: Legia Warszawa - 1964: Wisła Kraków - 1965: WKS Śląsk Wrocław - 1966: Legia Warszawa - 1967: AZS Warszawa - 1968: Wisła Kraków - 1969: Legia Warszawa - 1970: WKS Śląsk Wrocław - 1971: Wybrzeże Gdańsk - 1972: Wybrzeże Gdańsk - 1973: Wybrzeże Gdańsk | - 1974: Wisła Kraków - 1975: Resovia Rzeszów - 1976: Wisła Kraków - 1977: WKS Śląsk Wrocław - 1978: Wybrzeże Gdańsk - 1979: WKS Śląsk Wrocław - 1980: WKS Śląsk Wrocław - 1981: WKS Śląsk Wrocław - 1982: Górnik Wałbrzych - 1983: Lech Poznań - 1984: Lech Poznań - 1985: Zagłębie Sosnowiec - 1986: Zagłębie Sosnowiec - 1987: WKS Śląsk Wrocław - 1988: Górnik Wałbrzych - 1989: Lech Poznań - 1990: Lech Poznań - 1991: WKS Śląsk Wrocław - 1992: WKS Śląsk Wrocław - 1993: WKS Śląsk Wrocław | - 1994: WKS Śląsk Wrocław - 1995: Znicz Pruszków - 1996: WKS Śląsk Wrocław - 1997: Znicz Pruszków - 1998: WKS Śląsk Wrocław - 1999: WKS Śląsk Wrocław - 2000: WKS Śląsk Wrocław - 2001: WKS Śląsk Wrocław - 2002: WKS Śląsk Wrocław - 2003: Anwil Włocławek - 2004: Prokom Trefl Sopot - 2005: Prokom Trefl Sopot - 2006: Prokom Trefl Sopot - 2007: Prokom Trefl Sopot - 2008: Prokom Trefl Sopot - 2009: Asseco Prokom - 2010: Asseco Prokom - 2011: Asseco Prokom - 2012: Asseco Prokom - 2013: Stelmet Zielona Góra | - 2014: PGE Turów Zgorzelec - 2015: Stelmet Zielona Góra - 2016: Stelmet Zielona Góra - 2017: Stelmet Zielona Góra - 2018: Anwil Włocławek - 2019: Anwil Włocławek - 2020: Basket Zielona Góra - 2021: Stal Ostrów Wielkopolski - 2022: Śląsk Wrocław - 2023: Wilki Morskie Szczecin - 2024: Trefl Sopot |

## Finales

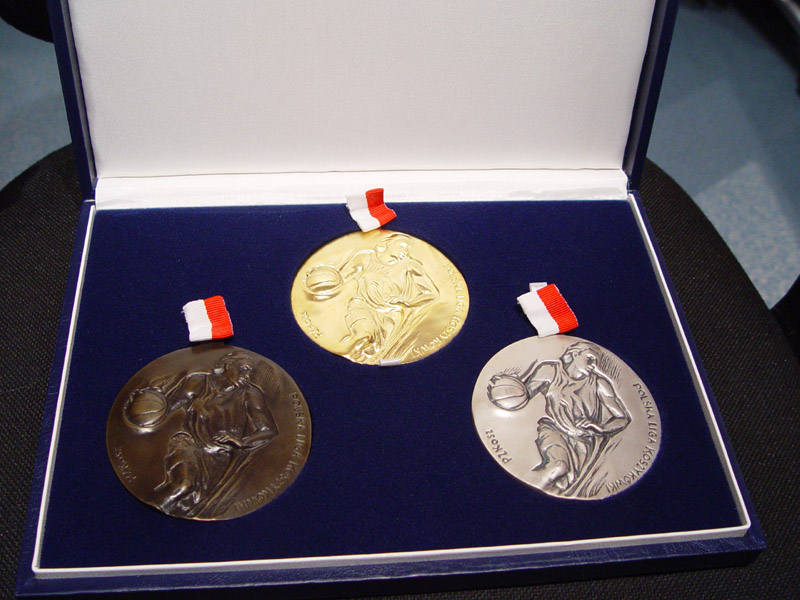
Medallas oficiales de la liga

| Temporada | Campeón                     | Subcampeón                   | Resultado | Tercer Puesto               |
| --------- | --------------------------- | ---------------------------- | --------- | --------------------------- |
| 1995–96   | WKS Śląsk Wrocław           | Browary Tyskie Bobry Bytom   | 4–2       | Polonia Przemyśl            |
| 1996–97   | Mazowszanka PEKAES Pruszków | Spójnia Stargard Szczeciński | 4–0       | Browary Tyskie Bobry Bytom  |
| 1997–98   | WKS Śląsk Wrocław           | PEKAES Pruszków              | 4–3       | Ericsson Bobry Bytom        |
| 1998–99   | WKS Śląsk Wrocław           | Anwil Włocławek              | 4–3       | Ericsson Bobry Bytom        |
| 1999–00   | WKS Śląsk Wrocław           | Anwil Włocławek              | 4–1       | Hoop-Pekaes Pruszków        |
| 2000–01   | WKS Śląsk Wrocław           | Anwil Włocławek              | 4–1       | Prokom Trefl Sopot          |
| 2001–02   | WKS Śląsk Wrocław           | Prokom Trefl Sopot           | 4–1       | Stal Ostrów Wielkopolski    |
| 2002–03   | Anwil Włocławek             | Prokom Trefl Sopot           | 4–2       | WKS Śląsk Wrocław           |
| 2003–04   | Prokom Trefl Sopot          | WKS Śląsk Wrocław            | 4–1       | Polonia Warszawa            |
| 2004–05   | Prokom Trefl Sopot          | Anwil Włocławek              | 4–2       | Polonia Warszawa            |
| 2005–06   | Prokom Trefl Sopot          | Anwil Włocławek              | 4–1       | Energa Czarni Słupsk        |
| 2006–07   | Prokom Trefl Sopot          | BOT Turów Zgorzelec          | 4–1       | WKS Śląsk Wrocław           |
| 2007–08   | Prokom Trefl Sopot          | PGE Turów Zgorzelec          | 4–3       | WKS Śląsk Wrocław           |
| 2008–09   | Asseco Prokom Sopot         | PGE Turów Zgorzelec          | 4–1       | Anwil Włocławek             |
| 2009–10   | Asseco Prokom Gdynia        | Anwil Włocławek              | 4–0       | Polpharma Starogard Gdański |
| 2010–11   | Asseco Prokom Gdynia        | PGE Turów Zgorzelec          | 4–3       | Energa Czarni Słupsk        |
| 2011–12   | Asseco Prokom Gdynia        | Trefl Sopot                  | 4–3       | Stelmet Zielona Góra        |
| 2012–13   | Stelmet Zielona Góra        | PGE Turów Zgorzelec          | 4–0       | AZS Koszalin                |
| 2013–14   | PGE Turów Zgorzelec         | Stelmet Zielona Góra         | 4–2       | Trefl Sopot                 |
| 2014–15   | Stelmet Zielona Góra        | PGE Turów Zgorzelec          | 4–2       | Energa Czarni Słupsk        |
| 2015–16   | Stelmet Zielona Góra        | KS Rosasport Radom           | 4–0       | Energa Czarni Słupsk        |
| 2016–17   | Stelmet Zielona Góra        | Pierniki Toruń               | 4–1       | Stal Ostrów Wielkopolski    |
| 2017–18   | Anwil Włocławek             | Stal Ostrów Wielkopolski     | 4–2       | Polski Cukier Toruń         |
| 2018–19   | Anwil Włocławek             | Pierniki Toruń               | 4–3       | Arka Gdynia                 |
| 2019–20   | Stelmet Zielona Góra        | MKS Start Lublin             | N/A       | Anwil Włocławek             |
| 2020–21   | Stal Ostrów Wielkopolski    | Basket Zielona Góra          | 4–2       | WKS Śląsk Wrocław           |
| 2021–22   | Śląsk Wrocław               | Legia Varsovia               | 4–1       | Anwil Włocławek             |
| 2022–23   | Wilki Morskie Szczecin      | Śląsk Wrocław                | 4–2       | Stal Ostrów Wielkopolski    |
| 2023–24   | Trefl Sopot                 | Wilki Morskie Szczecin       | 4–3       | Śląsk Wrocław               |

## MVP Temporada

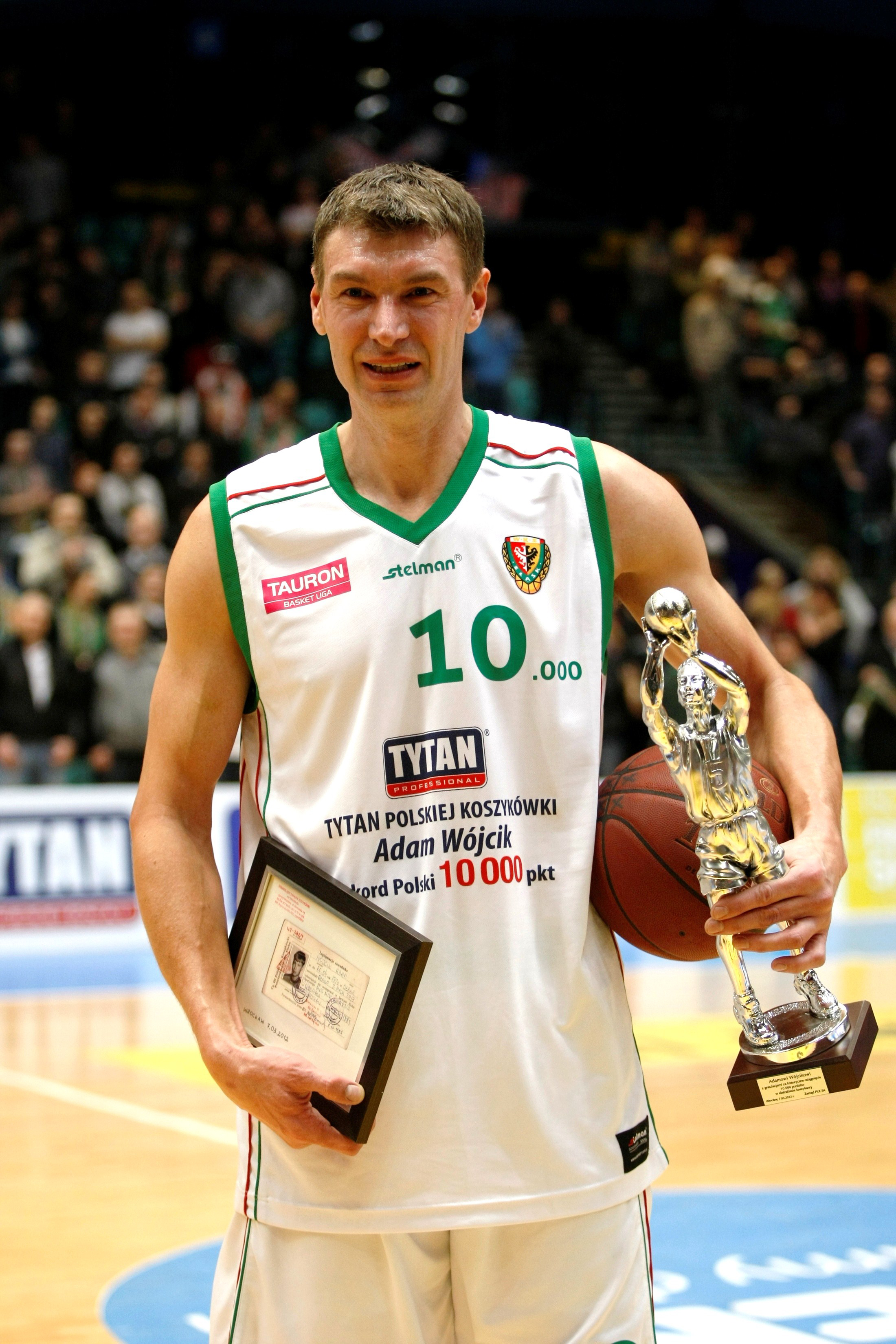
Adam Wójcik tiene el récord de más MVPs con 3

| Temporada | Jugador                      | Posición                     | Nacionalidad                 | Equipo                       |
| --------- | ---------------------------- | ---------------------------- | ---------------------------- | ---------------------------- |
| 2001–02   | Dominik Tomczyk              | Ala-Pívot                    | Polonia                      | WKS Śląsk Wrocław            |
| 2002–03   | Joe McNaull                  | Pívot                        | Estados Unidos Polonia       | Prokom Trefl Sopot           |
| 2003–04   | Tomas Pacesas                | Escolta                      | Lituania                     | Prokom Trefl Sopot           |
| 2004–05   | Adam Wójcik                  | Pívot                        | Polonia                      | Prokom Trefl Sopot           |
| 2005–06   | Goran Jagodnik               | Ala-Pívot                    | Eslovenia                    | Prokom Trefl Sopot           |
| 2006–07   | Thomas Kelati                | Escolta                      | Estados Unidos Polonia       | BOT Turów Zgorzelec          |
| 2007–08   | David Logan                  | Escolta                      | Estados Unidos Polonia       | PGE Turów Zgorzelec          |
| 2008–09   | No se entregó esta temporada | No se entregó esta temporada | No se entregó esta temporada | No se entregó esta temporada |
| 2009–10   | Qyntel Woods                 | Alero                        | Estados Unidos               | Asseco Prokom Gdynia         |
| 2010–11   | Torey Thomas                 | Base                         | Estados Unidos               | PGE Turów Zgorzelec          |
| 2011–12   | Łukasz Koszarek              | Base                         | Polonia                      | Trefl Sopot                  |
| 2012–13   | Quinton Hosley               | Alero                        | Estados Unidos Georgia       | Stelmet Zielona Góra         |
| 2013–14   | J.P. Prince                  | Alero                        | Estados Unidos               | PGE Turów Zgorzelec          |
| 2014–15   | Damian Kulig                 | Ala-Pívot                    | Polonia                      | PGE Turów Zgorzelec          |
| 2015–16   | Mateusz Ponitka              | Escolta                      | Polonia                      | Stelmet Zielona Góra         |
| 2016–17   | Shawn King                   | Pívot                        | San Vicente y las Granadinas | Stal Ostrów Wielkopolski     |
| 2017–18   | Ivan Almeida                 | Escolta                      | Cabo Verde                   | Anwil Włocławek              |

## MVP Final

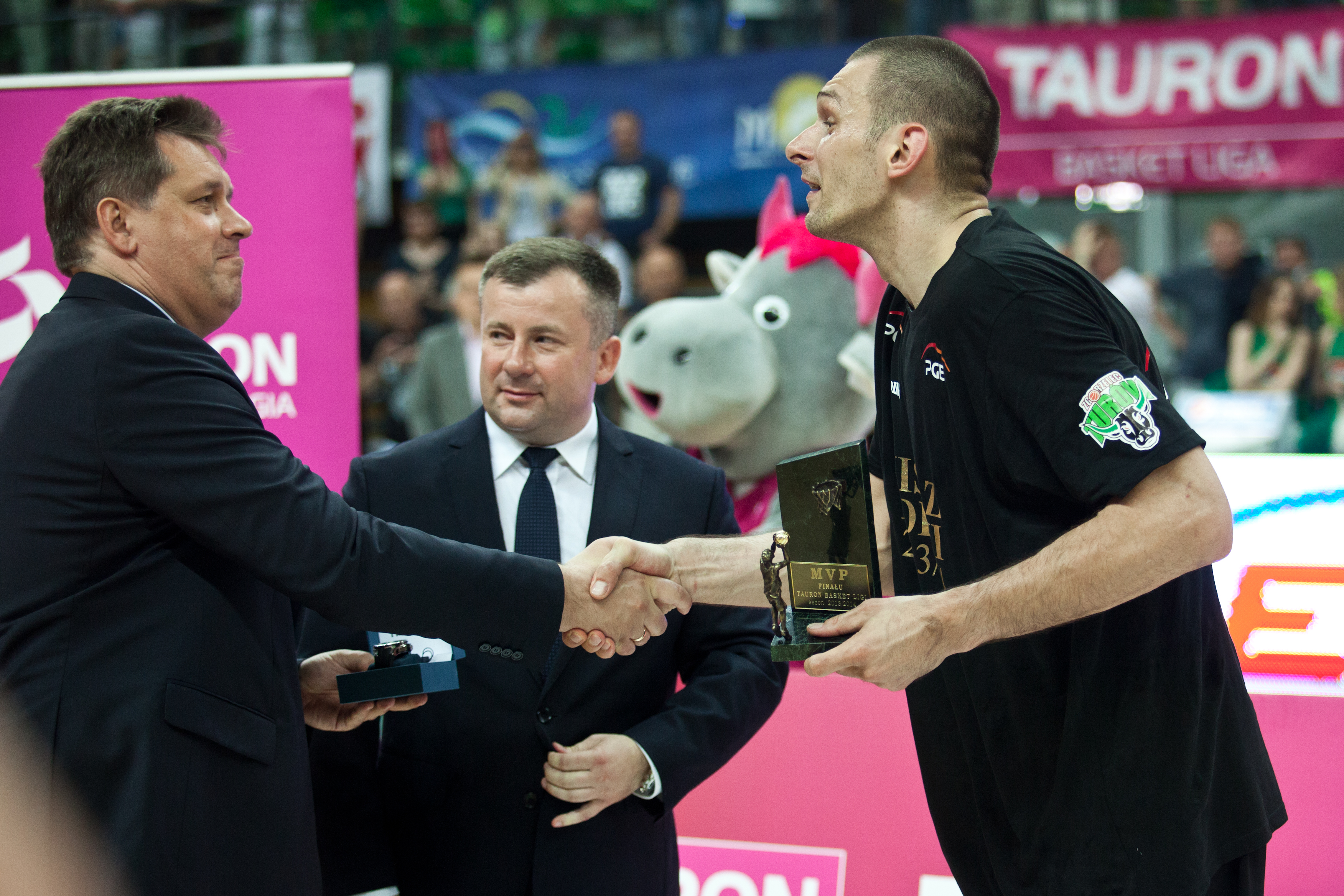
Filip Dylewicz recibiendo su premio en 2014

| Temporada | Jugador                        | Posición      | Nacionalidad           | Equipo                   |
| --------- | ------------------------------ | ------------- | ---------------------- | ------------------------ |
| 1997–98   | Dominik Tomczyk                | Ala-Pívot     | Polonia                | WKS Śląsk Wrocław        |
| 1997–98   | Adam Wójcik                    | Pívot         | Polonia                | WKS Śląsk Wrocław        |
| 1998–99   | Maciej Zieliński               | Escolta       | Polonia                | WKS Śląsk Wrocław        |
| 1999–00   | Charles O'Bannon               | Escolta/Alero | Estados Unidos         | WKS Śląsk Wrocław        |
| 2000–01   | Adam Wójcik                    | Pívot         | Polonia                | WKS Śląsk Wrocław        |
| 2001–02   | Michael Wright (baloncestista) | Ala-Pívot     | Estados Unidos Turquía | WKS Śląsk Wrocław        |
| 2002–03   | Damir Krupalija                | Alero         | Bosnia y Herzegovina   | Anwil Włocławek          |
| 2003–04   | Tomas Pacesas                  | Escolta       | Lituania               | Prokom Trefl Sopot       |
| 2004–05   | Adam Wójcik                    | Pívot         | Polonia                | Prokom Trefl Sopot       |
| 2005–06   | Tomas Masiulis                 | Ala-Pívot     | Lituania               | Prokom Trefl Sopot       |
| 2006–07   | Donatas Slanina                | Escolta       | Lituania               | Prokom Trefl Sopot       |
| 2007–08   | Filip Dylewicz                 | Ala-Pívot     | Polonia                | Prokom Trefl Sopot       |
| 2008–09   | Qyntel Woods                   | Alero         | Estados Unidos         | Prokom Trefl Sopot       |
| 2009–10   | David Logan                    | Escolta       | Estados Unidos Polonia | Asseco Prokom Gdynia     |
| 2010–11   | Daniel Ewing                   | Base          | Estados Unidos         | Asseco Prokom Gdynia     |
| 2011–12   | Jerel Blassingame              | Base          | Estados Unidos         | Asseco Prokom Gdynia     |
| 2012–13   | Quinton Hosley                 | Alero         | Estados Unidos Georgia | Stelmet Zielona Góra     |
| 2013–14   | Filip Dylewicz                 | Ala-Pívot     | Polonia                | PGE Turów Zgorzelec      |
| 2014–15   | Quinton Hosley                 | Alero         | Estados Unidos Georgia | Stelmet Zielona Góra     |
| 2015–16   | Dee Bost                       | Base          | Estados Unidos         | Stelmet Zielona Góra     |
| 2016–17   | James Florence                 | Base          | Estados Unidos         | Stelmet Zielona Góra     |
| 2017–18   | Kamil Łączyński                | Base          | Polonia                | Anwil Włocławek          |
| 2018–19   | Ivan Almeida                   | Escolta/Alero | Cabo Verde             | Anwil Włocławek          |
| 2020–21   | Jakub Garbacz                  | Base          | Polonia                | Stal Ostrów Wielkopolski |
| 2021–22   | Travis Trice                   | Base          | Estados Unidos         | Śląsk Wrocław            |
| 2022–23   | Bryce Brown                    | Base          | Estados Unidos         | Wilki Morskie Szczecin   |
| 2023–24   | Jakub Schenk                   | Base          | Polonia                | Trefl Sopot              |

## Mejor Defensor

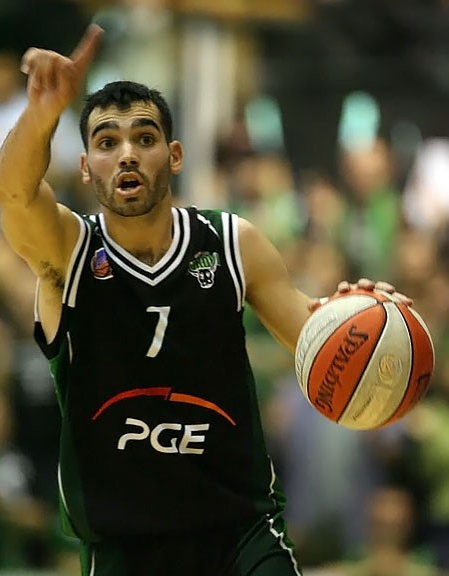
Andrés Rodríguez ganó este premio en 2007

| Temporada | Nacionalidad, Jugador        | Equipo                       |
| --------- | ---------------------------- | ---------------------------- |
| 2005–06   | Tomas Masiulis               | Prokom Trefl Sopot           |
| 2006–07   | Andrés Rodríguez             | BOT Turów Zgorzelec          |
| 2007–08   | Pape Sow                     | Prokom Trefl Sopot           |
| 2008–09   | No se entregó esta temporada | No se entregó esta temporada |
| 2009–10   | Łukasz Majewski              | Polpharma Starogard Gdański  |
| 2010–11   | Piotr Szczotka               | Asseco Prokom Gdynia         |
| 2011–12   | Piotr Szczotka               | Asseco Prokom Gdynia         |
| 2012–13   | Krzysztof Szubarga           | Anwil Włocławek              |
| 2013–14   | A.J. Walton                  | Asseco Gdynia                |
| 2014–15   | Quinton Hosley               | Stelmet Zielona Góra         |
| 2015–16   | Michał Sokołowski            | Rosa Radom                   |

## Rookie del Año

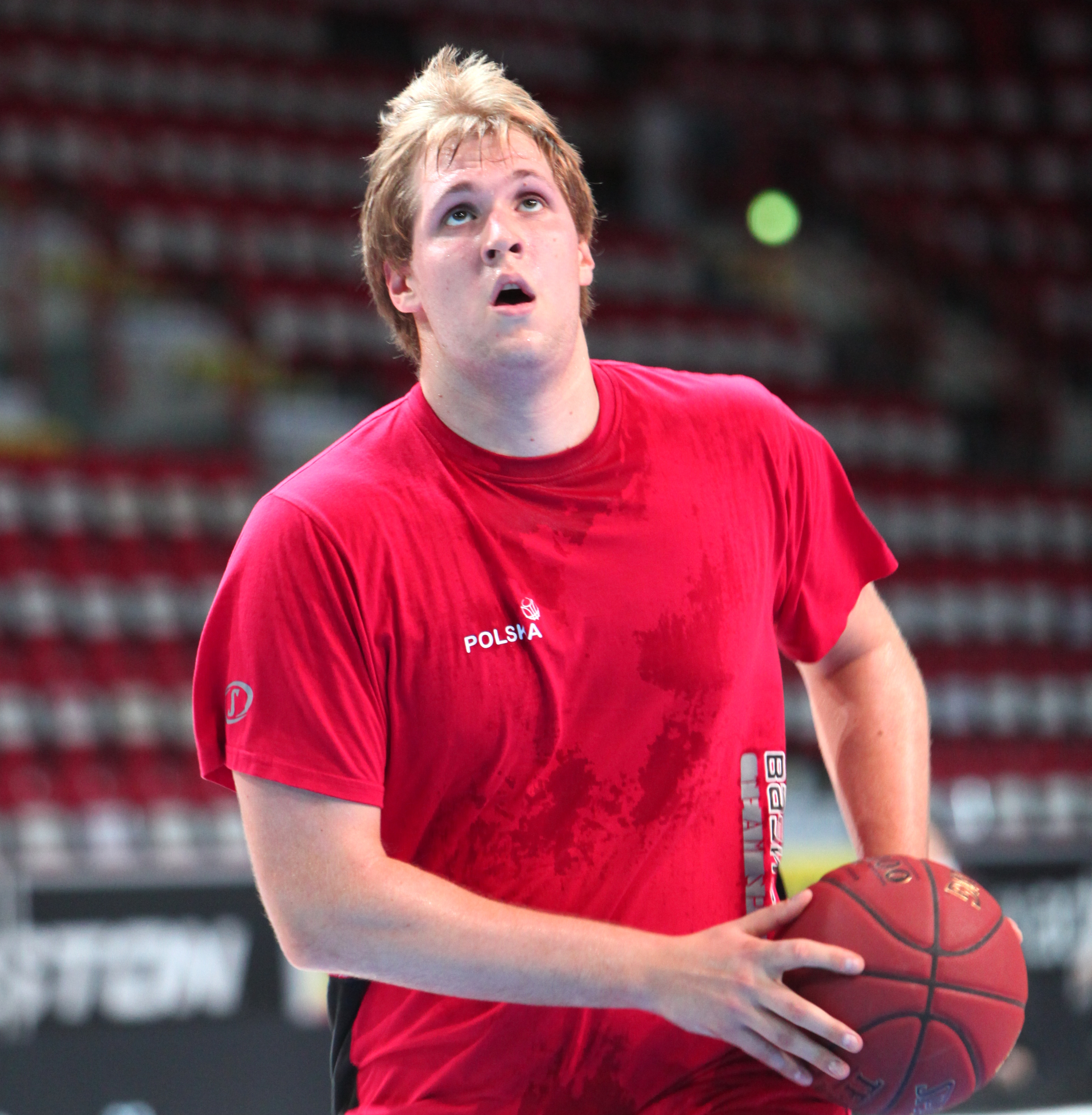
Przemysław Karnowski (2011–12)

| Temporada | Jugador              | Club                      |
| --------- | -------------------- | ------------------------- |
| 2009–10   | Dardan Berisha       | Polonia 2011 Warszawa     |
| 2010–11   | Jakub Dłoniak        | Stelmet Zielona Góra      |
| 2011–12   | Przemysław Karnowski | Siarka Jezioro Tarnobrzeg |
| 2012–13   | Artur Donigiewicz    | Rosa Radom                |
| 2013–14   | Kacper Borowski      | Energa Czarni Słupsk      |
| 2014–15   | Aleksander Czyż      | Turów Zgorzelec           |

## Entrenador del Año
| Temporada | Entrenador         | Club                        |
| --------- | ------------------ | --------------------------- |
| 2005–06   | Eugeniusz Kijewski | Prokom Trefl Sopot          |
| 2006–07   | Sašo Filipovski    | BOT Turów Zgorzelec         |
| 2007–08   | Sašo Filipovski    | PGE Turów Zgorzelec         |
| 2008–09   | No se entregó      | No se entregó               |
| 2009–10   | Milija Bogicević   | Polpharma Starogard Gdański |
| 2010–11   | Jacek Winnicki     | PGE Turów Zgorzelec         |
| 2011–12   | Mihailo Uvalin     | Zastal Zielona Góra         |
| 2012–13   | Mihailo Uvalin     | Zastal Zielona Góra         |
| 2013–14   | Miodrag Rajković   | PGE Turów Zgorzelec         |
| 2014–15   | Wojciech Kamiński  | PGE Turów Zgorzelec         |
| 2015–16   | Sašo Filipovski    | Stelmet Zielona Góra        |